# Sibylle Tafel
Sibylle Tafel (ur. 28 maja 1966 w Monachium) – niemiecka reżyserka i scenarzystka.

## Filmografia

### Reżyser
- 2008 - Król Drozdobrody
- 2009 - Gęsiareczka
- 2010 - Pogoda na szczęście
- 2012 - Czerwony Kapturek
- 2013 - List w butelce

### Scenarzysta
- 2002 - Der Morgen nach dem Tod
- 2012 - Wie Tag und Nacht